# Ascetophantes asceticus
Ascetophantes asceticus là một loài nhện trong họ Linyphiidae. Chúng được Andrei V. Tanasevitch miêu tả năm 1987 và chỉ được tìm thấy ở Nepal.